# As-Salhiyyat al-Dschadida
As-Salhiyyat al-Gadida (arabisch الصالحية الجديدة, DMG aṣ-Ṣāliḥiyya al-ǧadīda) ist eine Stadt im Gouvernement asch-Scharqiyya in Ägypten. Sie wurde 1982 als Teil der ersten Generation einer Reihe von  neuen ägyptischen Städte gegründet.

## Klima
Die Köppen-Geiger-Klassifikation klassifiziert das Stadtklima wie das übrige Ägypten als heiße Wüste.